# Список новозеландских кавалеров креста Виктории
Крест Виктории был учреждён в 1856 году королевой Великобритании Викторией для награждения отличившихся участников крымской войны. Он является высшей военной наградой и вручается за храбрость перед лицом врага или воюющих сторон, смелый или выдающийся акт храбрости или самопожертвования, или крайнюю преданность долгу. Крест Виктории представляет собой медаль в виде мальтийского креста, отливаемого из бронзы русских пушек, захваченных в Севастополе. В центре креста находится корона святого Эдуарда, увенчанная коронованным львом, эмблемой британской королевской семьи, а под ней полукругом — лента с надписью «FOR VALOUR». Колодка крепится к кресту через ушко в виде литеры «V» и украшена изображениями лавровых листов, лента — багрового цвета. На оборотной стороне креста указывается дата совершения подвига, а на задней стороне колодки — имя и подразделение награждённого. В случае повторного награждения к уже имеющемуся кресту Виктории прикрепляется пряжка.
В 1999 году во время модернизации наградной системы Новой Зеландии взамен имперской награды в Новой Зеландии был учреждён крест Виктории для Новой Зеландии. Новая Зеландия стала третьей страной Содружества наций, создавшей свой собственный вариант креста Виктории, после Австралии (1991 год) и Канады (1993 год). Его внешний вид практически полностью идентичен оригинальному кресту Виктории, однако в статут был внесены изменения, в соответствии с которыми награды могут быть также удостоены новозеландцы—участники миротворческих операций.
Всего обладателями креста Виктории являются 22 новозеландца, в число которых входят один награждённый повторно и один кавалер креста Виктории для Новой Зеландии. Первым новозеландцем-кавалером креста Виктории является Чарльз Хифи (новозеландские войны), а последним — Билл Апиата (война в Афганистане). Дважды кавалер и один из трёх таковых за всю историю существования награды — Чарльз Апхем (Вторая мировая война). Первый награждённый из народа маори — Моана-Нуи-а-Кива Нгариму (Вторая мировая война). Среди кавалеров часто указываются ещё семь человек, имевших новозеландское происхождение, но служивших не в собственно новозеландских частях, а в войсках Британской империи, и поэтому не включённые в официальную статистику, а именно — Альфред Шут, Перси Сторки, Лоуренс Уэзерс, Кук, Томас, Бернард Фрейберг, Уильям Родс-Мурхауз, Уильям Сандерс и Сесил Д’Арси.
Награждённые по конфликтам:
- Новозеландские войны — 1.
- Вторая бурская война — 1.
- Первая мировая война — 11.
- Вторая мировая война — 8.
- Война в Афганистане — 1.

## Новозеландские кавалеры креста Виктории
Особенности
- Награждён посмертно

Пояснения